# فيلافرانكا ديل بينيدس
بلدية بيلافرانكا ديل بينيديس (بالكاتالانية: Vilafranca del Penedès) هي إحدى بلديات مقاطعة برشلونة، والتي تقع في منطقة كاتالونيا، شرق إسبانيا.
يبلغ عدد سكانها 36.656 نسمة وفقاً لإحصائية سنة (2007).

## توأمة
لفيلافرانكا ديل بينيدس اتفاقيات توأمة مع كل من:
- نوفو ميتسو
- بيول
- سيدي بنور

## أعلام
- نوريا كابانياس
- بيدرو الثالث ملك أراغون
- مانويل كوستا
- أنتوني راماييتس
- مارك روكا